# اینگرید وندل
اینگرید وندل (انگلیسی: Ingrid Wendl؛ زادهٔ ۱۷ مهٔ ۱۹۴۰) مجری تلویزیون، روزنامه‌نگار، سیاستمدار، اسکیت‌باز نمایشی، نویسنده، و مفسر ورزشی اهل اتریش است.